# Gawdopula
Gawdopula (gr. Γαυδοπούλα, Gavdopoúla) – bezludna grecka wyspa na Morzu Śródziemnym, na południe od Krety, około 5 km na północny zachód od wyspy Gawdos. Administracyjnie leży w administracji zdecentralizowanej Kreta, w regionie Kreta, w jednostce regionalnej Chania, w gminie Gawdos. Ma 177,5 ha powierzchni. Jej najwyższy punkt wznosi się na 113 m n.p.m..
Wyspa jest ważnym przystankiem na szlakach migracyjnych ptaków wędrownych. W 1998 roku pojawił się pomysł, by spłaszczyć wyspę i zmienić ją w przechowalnię kontenerów. Po interwencji ekologów plan jednak porzucono.